# Tommaso Ghirlandaio
Tommaso Ghirlandaio, eigentlich Tommaso di Currado di Doffo Bigordi bzw. Tommaso di Corrado di Dosso Bigordi, (* 1424 in Florenz; † wahrscheinlich nach 1480 ebenda) war ein italienischer Leder- und Seidenhändler, Geldmakler, Kranzverkäufer und möglicherweise auch Gold- und Silberschmied.
Über das Leben Tommaso Ghirlandaios ist nur wenig bekannt. Er war zweimal verheiratet. Nach dem Tod seiner ersten Ehefrau Antonia, mit der er die als Maler und Miniaturmaler bekannten Söhne Domenico, Davide und Benedetto Ghirlandaio zeugte, heiratete er Antonia di Filippo di Francesco del Puzzola, mit der er eine gemeinsame Tochter namens Alessandra hatte.
Nach den Überlieferungen durch Vasari war Tommaso ein gefeierter Gold- und Silberschmied, der für die Basilica della Santissima Annunziata in Florenz silberne Votivgaben für eine Lampe angefertigt hat. Vor allem aber soll er für seinen aus Gold und Silber hergestellten Haarschmuck für junge Mädchen berühmt gewesen sein. Zu seinen eigenen Erfindungen auf diesem Gebiet gehörten, nach der Überlieferung, eine besonders auffällige Form von Schmuck-Girlanden, nach denen er von seinen Zeitgenossen mit dem Beinamen Ghirlandaio bedacht wurde, den später auch seine Söhne übernommen haben. Da es außer dieser Erwähnung bei Vasari bisher keinen weiteren Beleg dafür gibt, dass Tommaso tatsächlich als Gold- und Silberschmied tätig gewesen ist, ist aus heutiger Sicht nicht völlig auszuschließen, dass es sich bei dieser Angabe möglicherweise nur um eine romantische Ausschmückung handelt, und sein Beiname Ghirlandaio womöglich nur auf die Tatsache zurückgeht, dass er auch als Kranzwinder tätig war. Vielleicht kann die Tatsache, dass seine Söhne alle zuerst als Goldschmiede ausgebildet wurden und seine Tochter Alessandra in zweiter Ehe mit dem Goldschmied Antonio di Salvi verheiratet war, als ein Beleg dafür angesehen werden, dass das Goldschmiedehandwerk in der Ghirlandaio-Werkstatt eine gewisse Tradition hatte.